# Idiko Erasitechniko Protathlema 1969
L'Idiko Erasitechniko Protathlema 1969 è la 2ª edizione delle qualificazioni alla Beta Ethniki.

## Gruppo Sud

### Squadre partecipanti
| Squadra         | Città            |
| --------------- | ---------------- |
| AEK Faliros     | Kallithea        |
| Anagennisi Arta | Arta             |
| Antagoras       | Coo              |
| Īrodotos        | Nea Alikarnassos |
| Kallithea       | Kallithea        |
| Koropi          | Koropi           |
| Mytilenes       | Mitilene         |
| Panarkadikos    | Tripoli          |
| Panaigialeios   | Egio             |
| Saronikos       | Egina            |

### Classifica
|  | Pos. | Squadra         | Pt | G | V | N | P | GF | GS | DR  |
|  | ---- | --------------- | -- | - | - | - | - | -- | -- | --- |
|  | 1.   | Anagennisi Arta | 46 | ? | ? | ? | ? | 48 | 15 | +33 |
|  | 2.   | Kallithea       | 44 | ? | ? | ? | ? | 33 | 15 | +18 |
|  | 3.   | Koropi          | 44 | ? | ? | ? | ? | 32 | 13 | +19 |
|  | 4.   | Īrodotos        | 39 | ? | ? | ? | ? | 29 | 24 | +5  |
|  | 5.   | Panaigialeios   | 34 | ? | ? | ? | ? | 20 | 23 | -3  |
|  | 6.   | AEK Faliros     | 34 | ? | ? | ? | ? | 27 | 32 | -5  |
|  | 7.   | Saronikos       | 31 | ? | ? | ? | ? | 23 | 33 | -10 |
|  | 8.   | Mytilenes       | 30 | ? | ? | ? | ? | 22 | 23 | -1  |
|  | 9.   | Antagoras       | 28 | ? | ? | ? | ? | 18 | 45 | -27 |
|  | 10.  | Panarkadikos    | 25 | ? | ? | ? | ? | 15 | 45 | -30 |

Legenda:

      Ammesse in Beta Ethniki 1969-1970

### Spareggio per il secondo posto
| Squadra 1 | Risultato   | Squadra 2 |
| --------- | ----------- | --------- |
| Kallithea | 1 – 0 (dts) | Koropi    |

## Gruppo Nord

### Squadre partecipanti
| Squadra                  | Città              |
| ------------------------ | ------------------ |
| Anagennīsī Karditsa      | Karditsa           |
| Aris Agios Konstantinos  | Agios Konstantinos |
| Kilkisiakos              | Kilkis             |
| Megas Alexandros Iraklia | Iraklia Serron     |
| MENT                     | Salonicco          |
| Orestis Orestiada        | Orestiada          |
| Thermaïkos Salonicco     | Salonicco          |
| Tyrnavos                 | Tyrnavos           |

### Classifica
|  | Pos. | Squadra                  | Pt | G | V | N | P | GF | GS | DR  |
|  | ---- | ------------------------ | -- | - | - | - | - | -- | -- | --- |
|  | 1.   | Anagennīsī Karditsa      | 35 | ? | ? | ? | ? | 33 | 6  | +27 |
|  | 2.   | Thermaïkos Salonicco     | 33 | ? | ? | ? | ? | 28 | 13 | +15 |
|  | 3.   | Aris Agios Konstantinos  | 32 | ? | ? | ? | ? | 32 | 24 | +8  |
|  | 4.   | Megas Alexandros Iraklia | 26 | ? | ? | ? | ? | 19 | 16 | +3  |
|  | 5.   | Kilkisiakos              | 24 | ? | ? | ? | ? | 19 | 15 | +4  |
|  | 6.   | Orestis Orestiada        | 23 | ? | ? | ? | ? | 20 | 23 | -3  |
|  | 7.   | Tyrnavos                 | 20 | ? | ? | ? | ? | 13 | 45 | -32 |
|  | 8.   | MENT                     | 19 | ? | ? | ? | ? | 17 | 23 | -6  |

Legenda:

      Ammesse in Beta Ethniki 1969-1970